# Skelby
Skelby is een plaats met 292 inwoners (2008) in de Deense gemeente Næstved. Kerkelijk gezien behoort Skelby tot de gelijknamige parochie, die deel uitmaakt van  het lutherse bisdom Roskilde.